# Kenneth Dokken
Kenneth Dokken (Lørenskog, 10 ottobre 1978) è un allenatore di calcio ed ex calciatore norvegese, di ruolo centrocampista.

## Biografia
È figlio di Arne Dokken.

## Carriera

### Giocatore

#### Club
Dokken debuttò nella Tippeligaen il 5 giugno 1996, con la maglia dello Strømsgodset: subentrò a Øyvind Bye nella sconfitta casalinga per uno a zero contro il Rosenborg. Il 15 giugno 1997, segnò il primo gol nella massima divisione norvegese: realizzò il gol per la sua squadra, nella sconfitta per due a uno sul campo del Bodø/Glimt.
Nel 1998, passò allo Hønefoss in prestito: successivamente, il trasferimento divenne a titolo definitivo. Nel 2004, si trasferì allo HamKam, per cui esordì il 12 aprile dello stesso anno, giocando da titolare nel pareggio per uno a uno in casa del Sogndal. Il 26 maggio arrivò il primo gol per la squadra, nella vittoria per sette a due contro il Brumunddal, nell'edizione stagionale della Coppa di Norvegia. Il 25 luglio segnò la prima rete in campionato, nella vittoria per tre a zero sul Tromsø.
Nel 2006 tornò allo Strømsgodset e, nel 2007, allo HamKam. L'anno seguente, passò a titolo definitivo all'Odd Grenland, per cui debuttò il 6 aprile 2008: andò anche a segno, infatti, nella vittoria per due a uno sul Sandefjord. Il 14 aprile 2010, firmò un accordo con il Ranheim, squadra militante in Adeccoligaen. Esordì il 18 aprile dello stesso anno, nel successo per uno a zero sul Bryne. Il 19 maggio segnò il primo gol con questa maglia, nel successo per due a uno in casa del Kristiansund.
Il 22 dicembre fu ufficializzato il suo accordo con il Sandefjord. Si ritirò nel corso del 2012, per diventare allenatore a tempo pieno.

### Allenatore
A gennaio 2008 fu scelto come allenatore del Birkebeineren. Ad agosto 2012 diventò tecnico del Notodden. Al termine del campionato 2014 rinnovò il contratto che lo legava al Notodden per altre due stagioni.

## Palmarès

### Giocatore

#### Competizioni nazionali
- 1. divisjon: 2

Strømsgodset: 2006
Odd Grenland: 2008